# Episodi di The Gentlemen
La prima stagione della serie televisiva The Gentlemen, composta da 8 episodi, è stata pubblicata per la prima volta su Netflix il 7 marzo 2024. Gli episodi sono stati pubblicati tutti insieme e in tutte le lingue in cui Netflix è disponibile, italiano compreso.
| n° | Titolo originale                    | Titolo italiano                       | Pubblicazione Regno Unito | Pubblicazione Italia |
| -- | ----------------------------------- | ------------------------------------- | ------------------------- | -------------------- |
| 1  | Refined Aggression                  | Aggressione raffinata                 | 7 marzo 2024              | 7 marzo 2024         |
| 2  | Tackle Tommy Woo Woo                | Affronto a Tommy Bu Bu                | 7 marzo 2024              | 7 marzo 2024         |
| 3  | Where's My Weed At?                 | Dov'è la mia erba?                    | 7 marzo 2024              | 7 marzo 2024         |
| 4  | An Unsympathetic Gentleman          | Uno sgradevole gentiluomo             | 7 marzo 2024              | 7 marzo 2024         |
| 5  | I've Hundreds of Cousins            | Ho mille cugini                       | 7 marzo 2024              | 7 marzo 2024         |
| 6  | All Eventualities                   | Per ogni evenienza                    | 7 marzo 2024              | 7 marzo 2024         |
| 7  | Not Without Danger                  | Non senza pericolo                    | 7 marzo 2024              | 7 marzo 2024         |
| 8  | The Gospel According to Bobby Glass | John "Il Vangelo" secondo Bobby Glass | 7 marzo 2024              | 7 marzo 2024         |

## Aggressione raffinata
- Titolo originale: Refined Aggression
- Diretto da: Guy Ritchie
- Scritto da: Guy Ritchie e Matthew Read

### Trama
Eddie Horniman, un ufficiale dell'esercito, torna a casa in Inghilterra mentre suo padre, il duca di Halstead, è sul letto di morte. Il Duca muore ed Eddie eredita inaspettatamente il ducato e la tenuta di famiglia secondo i desideri di suo padre, scavalcando il suo irresponsabile fratello maggiore, Freddy. Dopo aver assunto il suo nuovo ruolo, Eddie scopre che Freddy ha un debito di 8 milioni di sterline con Tommy Dixon, un feroce spacciatore originario di Liverpool. Eddie decide di vendere la proprietà all'investitore Stanley Johnston per raccogliere fondi e salvare la vita di Freddy. Tuttavia, si ferma quando incontra Susie Glass, che gli rivela l'esistenza di una grande fattoria di cannabis sotto la tenuta, nata da un accordo finanziario tra i loro padri. Susie accetta di rinegoziare i termini con Tommy, riuscendo a dimezzare il debito in cambio di un rapido pagamento in contanti e della partecipazione di Freddy a un video umiliante. Eddie raccoglie i 4 milioni di sterline vendendo la collezione di vini della tenuta a Johnston e, con l'aiuto di Susie, assicurandosi un'importante scommessa piazzata da Freddy con Sticky Pete, un allibratore ingannevole. Tommy arriva alla tenuta per raccogliere i soldi e filmare il video. Tuttavia, quando Tommy provoca ripetutamente Freddy, quest'ultimo, emotivamente fragile e alterato dalla cocaina, ritorna con un fucile e spara a Tommy uccidendolo.

## Affronto a Tommy Bu Bu
- Titolo originale: Tackle Tommy Woo Woo
- Diretto da: Guy Ritchie
- Scritto da: Guy Ritchie e Matthew Read

### Trama
Subito dopo l'omicidio di Tommy, il suo socio Jethro tenta di fuggire, ma viene catturato. Susie assume Felix, un "addetto alle pulizie"  per sbarazzarsi di Tommy e uccidere Jethro. Tuttavia, Eddie ha pietà di lui e propone un piano alternativo: incastrare Jethro per l'omicidio di Tommy e aiutarlo a fuggire dal Paese. Il giorno successivo, John Dixon, fratello di Tommy e capo del sindacato della cocaina di Liverpool, arriva alla tenuta con i suoi scagnozzi alla ricerca di Tommy. Eddie li convince che Tommy e Jethro hanno litigato, quindi Jethro potrebbe essere responsabile della scomparsa di Tommy. Più tardi, mentre recupera il passaporto di Jethro dal suo appartamento, Eddie litiga con uno degli scagnozzi di Dixon che era dentro ad aspettare Jethro. Eddie finisce per ucciderlo, ma durante la colluttazione viene ferito da un colpo d'arma da fuoco. Mentre cura la ferita, Eddie è costretto a partecipare a un gala organizzato da Johnston, che Susie rivela essere un boss delle metanfetamine. Sospetta che Johnston voglia espandere le sue operazioni di droga e lui le fa un'offerta come partner. Eddie chiede quindi un incontro con Bobby Glass, il padre di Susie, che è imprigionato in una lussuosa prigione a cielo aperto a causa della sua ricchezza e influenza. Eddie fa un'offerta a Bobby: se Bobby porrà fine all'operazione sulla cannabis nella tenuta Halstead, Eddie gli farà guadagnare ancora più soldi. Bobby accetta di considerare l'offerta. Alla fine, Eddie aiuta Jethro a fuggire dal Paese, ma a sua insaputa, Susie chiede segretamente a Felix di uccidere Jethro per risolvere la questione.

## Dov'è la mia erba?
- Titolo originale: Where's My Weed At?
- Diretto da: Nima Nourizadeh
- Scritto da: Haleema Mirza e Matthew Read

### Trama
Jimmy, il principale coltivatore della fattoria di cannabis, perde un carico quando viene truffato da una donna misteriosa di nome Gabrielle. Poiché la spedizione subisce ritardi, Susie accetta di fare un favore al cliente insoddisfatto per placarlo. Il cliente è "Tony Blair", leader di una banda kosovaro-albanese che delega a Eddie il compito di rubare una Lamborghini Huracan. La macchina appartiene a Mercy, proprietaria di un negozio di braciole; Eddie sospetta presto che la donna abbia tendenze più violente di quelle che mostra. Quando Eddie si infiltra nel garage di notte per rubare l'auto, scopre e salva un membro catturato della banda di Blair. Il membro rivela che la Lamborghini contiene un carico nascosto di cocaina, poiché Mercy è anche una spacciatrice sostenuta dalla criminalità colombiana. Blair ha ingannato Eddie e Susie con la storia di un furto d'auto per ottenere la cocaina. Freddy viene catturato dalla banda di Mercy e riscattato in cambio della droga. Eddie e Susie organizzano uno scambio, offrendo Blair catturato in cambio di Freddy. Mercy uccide brutalmente Blair e solo allora lascia andare Freddy. Susie è colpita dalla calma di Eddie sotto il fuoco nemico, anche se la madre di Eddie, Lady Sabrina, è preoccupata per l'impatto della crescente criminalità sulla famiglia. Susie e i suoi sottoposti non riescono a trovare il carico rubato, ma Gabrielle contatta nuovamente Jimmy per continuare a truffarlo.

## Uno sgradevole gentiluomo
- Titolo originale: An Unsympathetic Gentleman
- Diretto da: Nima Nourizadeh
- Scritto da: Matthew Read, Billy Mason Wood e Theo Mason Wood

### Trama
Sotto la pressione di Susie, Eddie si avvicina a Max, il nuovo Lord Bassington, offrendogli di costruire una fattoria di cannabis sotto la sua tenuta, sostituendo così quella della tenuta di Halstead. Max è ricettivo, ma ha bisogno dell'aiuto di Eddie per affrontare un ricattatore. Eddie è d'accordo e incontra il ricattatore, Frank, un ex giornalista, che scappa rapidamente. Susie interviene e fa rintracciare Frank, portandolo a un incontro con Max. Frank rivela che Max è segretamente un nazista e ammiratore di Adolf Hitler, e che ha in suo possesso il famoso testicolo mancante di Hitler. L'incontro sfocia rapidamente in una sparatoria, durante la quale Max e Frank vengono feriti. Susie usa i suoi agenti per intimidire un Max sconfitto facendogli firmare un accordo sulla terra. Separatamente, Lady Sabrina chiede al guardacaccia Geoff di presentarle un ospite alternativo per la fattoria di cannabis: un allevatore di pecore locale. Susie accetta di considerare la possibilità. Altrove, colpito da Gabrielle, Jimmy le mostra la fattoria e le rivela i dettagli chiave della rete di distribuzione.

## Ho mille cugini
- Titolo originale: I've Hundreds of Cousins
- Diretto da: Eran Creevy
- Scritto da: Stuart Carolan

### Trama
Nonostante abbia ottenuto due nuove coltivazioni di erba per l'impero Glass, Bobby dice a Susie che non ha intenzione di lasciare che Eddie se ne vada. Susie chiede aiuto a Eddie quando Florian De Groot, il manager delle distribuzioni dei Glass attraverso il Belgio, tenta di sfruttare a suo vantaggio un taglio finanziario maggiore. Contemporaneamente, due generatori vengono rubati dalla fattoria: gli indizi portano alla famiglia Ward, un noto gruppo di Pavee. Eddie e Susie fanno visita al loro leader, JP Ward, che rivela di essere a conoscenza dell'operazione sull'erba e che vuole partecipare. Eddie suggerisce di utilizzare i Ward come distributori, eliminando De Groot. Susie è d'accordo e il nuovo accordo si rivela vincente. Tuttavia, i sospetti ricadono sui Ward quando 4 milioni di sterline vengono derubati dalla fattoria. Eddie determina che De Groot ha orchestrato il furto per incastrare i Ward e riprendere la sua posizione. Eddie e Susie affrontano De Groot, costringendolo a rivelare che la guardia del corpo di Susie, Keith, lo ha aiutato. Eddie consegna Keith affinché venga giustiziato dai Ward, ma prima di morire, Keith rivela l'omicidio di Jethro, scuotendo la fiducia di Eddie in Susie. Altrove, Lady Sabrina e Geoff riflettono sulla loro precedente relazione e sul fatto che Geoff è il padre biologico di Eddie e della sorella di Freddy, Charlotte.

## Per ogni evenienza
- Titolo originale: All Eventualities
- Diretto da: Eran Creevy
- Scritto da: Stuart Carolan

### Trama
Nonostante abbia superato la soglia finanziaria per la sua uscita, Susie informa Eddie che ci vorranno altri tre mesi prima che il denaro venga adeguatamente riciclato e considerato profitto. C'è un'ulteriore complicazione quando Chucky Kubra, il riciclatore di denaro di Susie, scopre che suo fratello Jack fa sesso con la sua ragazza. A una festa di boxe, Eddie incontra Henry Collins, un ex ufficiale dell'esercito e promotore di Jack, che si offre di aiutarlo a riciclare il denaro. Inizialmente, Eddie torna da Chucky quando Susie risolve i rapporti, ma è arrabbiato nell'apprendere che ha detto a Chucky di ritardare deliberatamente il processo di riciclaggio. Eddie porta invece i soldi a Henry, provocando una discussione in cui Susie rivela che i Glass non vogliono permettere agli Horniman di lasciare il crimine organizzato. Alla ricerca di una via d'uscita, Eddie incontra Johnston per ottenere il suo aiuto. Nel frattempo, Freddy cerca di proporre a Susie la coltivazione di "erba di cocaina", lasciando intendere che l'omicidio di Eddie gli permetterebbe di prendere il controllo della proprietà e di continuare la coltivazione della cannabis nella tenuta Halstead. Susie rifiuta la sua offerta, citando l'importanza della famiglia. Durante uno scontro tra Jack e un pugile uzbeko, Henry rivela a Susie che intende conquistare l'impero della droga dei Glass, pacificamente o attraverso una guerra. Susie rifiuta e minaccia Henry. Su ordine di Henry, Jack viene messo KO sul ring e ricoverato in ospedale.

## Non senza pericolo
- Titolo originale: Not Without Danger
- Diretto da: David Caffrey
- Scritto da: John Jackson

### Trama
Mentre Jack giace in coma in ospedale, Susie incolpa Eddie. Supervisiona gli omicidi del luogotenente di Collins e del pugile uzbeko, ma Bobby la tiene a freno, affermando che si occuperà lui stesso di Collins. Eddie scopre che Johnston vuole i nomi degli altri 12 proprietari terrieri che ospitano le fattorie dei Glass. Eddie e Freddy li ottengono da Lord "Tibsy" Whitecroft, un ex socio di Glass. Freddy confessa di aver chiesto a Susie di far uccidere Eddie, facendo arrabbiare Eddie. Jimmy confessa anche di aver detto a Gabrielle dove si trovava Susie, spingendo Susie a minacciare Gabrielle. Rivela che lavora per Johnston e che lui è la mente dietro i furti delle spedizioni di erba, i ritardi nelle spedizioni di de Groot, il tradimento di Keith e gli attacchi di Collins, il tutto nel tentativo di indebolire l'impero dei Glass. Eddie consegna i nomi al capo dello staff di Johnston, Stevens, ma poi fa visita a Bobby, suggerendo un piano alternativo. Susie tende un'imboscata a Collins e lo ferisce gravemente, ma lui rivela gli incontri segreti di Eddie con Johnston. Per vendetta, chiama John Dixon e rivela la verità dietro l'omicidio di Tommy. Alla fine, Charlotte, incinta, torna dall'università, sorprendendo la famiglia e Geoff. Preoccupato per la sua sicurezza nella tenuta, Geoff le racconta dell'impero della droga.

## John "Il Vangelo" secondo Bobby Glass
- Titolo originale: The Gospel According to Bobby Glass
- Diretto da: David Caffrey
- Scritto da: Matthew Read

### Trama
Quando Jack si sveglia dal coma, Susie scopre da Bobby che Eddie non è un traditore, poiché aveva dato nomi falsi a Johnston. Susie invia rinforzi per aiutare gli Horniman a proteggere la tenuta, ma una sparatoria viene evitata quando Bobby stringe un accordo con Dixon. Freddy ed Eddie si riconciliano, mentre Charlotte e Geoff hanno una conversazione profonda e sincera in cui lui ammette di essere suo padre. Bobby rivela a Susie ed Eddie che sta andando in pensione e li incarica di supervisionare le offerte per il suo impero di Johnston, dei colombiani tramite Mercy e dei russi tramite Sticky Pete. Anche Eddie è ispirato a fare un'offerta dopo che Freddy lo ha definito perfettamente adatto a gestire l'impero. Eddie riunisce un consorzio che coinvolge Tibsy, gli altri 12 lord e Collins. Susie non è interessata a unirsi alla presenza di Collins, ma l'incoraggiamento di Lady Sabrina ed Eddie la convincono. Dopo che tutte le offerte sono state presentate, Eddie sabota i suoi rivali organizzando l'arresto di Johnston per questioni fiscali e gli omicidi di Sticky Pete e Mercy. Inoltre tradisce Collins e lo giustizia, non avendo mai avuto intenzione di lavorare effettivamente con lui. Impressionato, Bobby rivela che il suo ritiro è stato uno stratagemma per testare l'idoneità di Eddie e Susie a ereditare l'impero un giorno. Con la nuova situazione in atto, Johnston si unisce a Bobby nella lussuosa prigione all'aperto come un altro "gentiluomo".